# ديفيس ريتش ديوي
ديفيس ريتش ديوي (بالإنجليزية: Davis Rich Dewey)‏ هو اقتصادي أمريكي، ولد في 7 أبريل 1858 في برلينغتون في الولايات المتحدة، وتوفي في 13 ديسمبر 1942 في كامبريدج في المملكة المتحدة.